# Selina Heregger
Selina Heregger (Lienz, 29 de abril de 1977), es una esquiadora retirada que ganó 1 Medalla en el Campeonato del Mundo (1 de bronce) y 2 podiums en la Copa del Mundo de Esquí Alpino.

## Resultados

### Juegos Olímpicos de Invierno
- 2002 en Salt Lake City, Estados Unidos
  - Descenso: 6.ª
  - Combinada: 11.ª

### Campeonatos Mundiales
- 2001 en Sankt Anton am Arlberg, Austria
  - Descenso: 3.ª

### Copa del Mundo

#### Clasificación general Copa del Mundo
- 1998-1999: 78.ª
- 1999-2000: 67.ª
- 2000-2001: 29.ª
- 2001-2002: 17.ª
- 2002-2003: 87.ª
- 2003-2004: 104.ª
- 2004-2005: 107.ª

#### Clasificación por disciplinas (Top-10)
- 2001-2002:
  - Combinada: 7.ª
  - Descenso: 8.ª